# 慈善家
慈善家（英語：Philanthropist）是指熱心公益、經常參與慈善活動的人。他們願意把自己的個人資源，與社會上有需要的人分享。 其中的資源包括金錢、財物、時間、愛心及器官捐贈等，例如無國界醫生、志願工作者等。

## 詞源
慈善（Philanthropy）一詞源於2500年前的希臘神話，意思是「對人的愛」。神話是這樣的：遠古時候，人沒有任何知識與技術，每天生活在又黑又髒的山洞裡，為存活而擔心。宙斯準備滅絕這個種族。有一位叫普羅米修斯的神，他名字的意思是「先知」。因他不忍心看到人類受苦，於是偷偷地從宙斯那裡偷走了兩樣東西：
- 火：象徵著知識、技術、藝術與科學
- 茫然的希望：象徵著樂觀主義

有了這兩東西，人類生存下來了。而普羅米修斯被宙斯扔到山谷，讓老鷹啄食其肝臟。這就是最早的慈善。